# Resolución 1409 del Consejo de Seguridad de las Naciones Unidas
La resolución 1409 del Consejo de Seguridad de las Naciones Unidas, adoptada por unanimidad el 14 de mayo de 2002, el Consejo prorrogó por 180 días las disposiciones relativas a la exportación de petróleo o productos derivados del petróleo iraquíes a cambio de ayuda humanitaria y aprobó una lista de sanciones revisadas contra el país. Su adopción simplificó el programa de sanciones, y se levantaron las restricciones al envío de bienes civiles a Iraq, aunque se mantuvieron las prohibiciones sobre armas y bienes militares.
El Consejo de Seguridad estaba convencido de la necesidad de una medida temporal para proporcionar asistencia humanitaria al pueblo iraquí hasta que el gobierno iraquí cumpliera las disposiciones de las Resoluciones 687 (1991) y 1284 y hubiera distribuido la ayuda de manera equitativa en todo el país. Tomó nota de la decisión de adoptar una Lista de Revisión de Mercancías en la Resolución 1382 que entraría en vigor el 30 de mayo de 2002.
Actuando en virtud del Capítulo VII de la Carta de las Naciones Unidas, el Consejo prorrogó el Programa Petróleo por Alimentos por 180 días a partir del 30 de mayo de 2002. Al mismo tiempo, los países adoptarían la Lista de Revisión de Bienes de artículos restringidos y los fondos en la cuenta de depósito en garantía se utilizarían para financiar productos y materias primas autorizados para su exportación al Iraq. La revisión de la Lista de Revisión de Mercancías y la implementación de las medidas se realizarán periódicamente. Se solicitó al Secretario General Kofi Annan que presentara una evaluación de la implementación de la Lista de Revisión de Bienes.
La resolución incluía procedimientos revisados relativos al examen de las solicitudes de exportaciones al Iraq por la Oficina del Programa para el Iraq, la Comisión de las Naciones Unidas de Vigilancia, Verificación e Inspección y el Organismo Internacional de Energía Atómica. Las solicitudes debían contener información detallada sobre los bienes y productos que se iban a exportar, incluyendo si los bienes o productos incluían artículos incluidos en la Lista de Revisión de Bienes.
La resolución 1409 fue adoptada por unanimidad, aunque Siria intentó incluir una referencia relativa al derecho de Irak a defenderse, aunque esto fue rechazado.